# Веды
Ве́ды (санскр. वेद, IAST: véda — «знание», «учение») — сборник самых древних священных писаний индуизма на санскрите (точнее — на ведийском языке, ставшем «источником» санскрита).
Веды (в узком смысле — самхиты) относятся к категории шрути (санскр. — «услышанное»), и мантры, содержащиеся в них, повторяются как молитвы и ежедневно используются в различных религиозных ритуалах индуизма. Основной частью Вед являются самхиты (Ригведа, Самаведа, Атхарваведа и Яджурведа) — сборники мантр, к которым примыкают брахманы, араньяки и упанишады — тексты, являющиеся комментариями к ведийским самхитам.
На протяжении многих веков Веды передавались устно в стихотворной форме и только гораздо позднее были записаны. Первые рукописи «Ригведы» относятся к XI веку н. э.
Индуистская религиозная традиция считает Веды апаурушея — несотворёнными человеком, вечными богооткровенными писаниями, которые были даны человечеству Самим Богом. Сведения об авторстве указаны в систематизированных индексах — анукрамани.
Философские системы и религиозные традиции, развивавшиеся на Индийском субконтиненте, занимали разные позиции по отношению к Ведам. Философские школы, принимающие авторитет и богооткровенность Вед, называют астика. Другие традиции, такие как буддизм и джайнизм, — отвергают Веды и поэтому относятся к категории настика. Помимо буддизма и джайнизма, авторитет Вед не принимает также сикхизм.

## Этимология
Санскритское слово IAST: véda означает «знание», «мудрость» и происходит от корня vid-, «знать», родственного праиндоевропейскому корню u̯eid-, означающего «ведать», «видеть» или «знать», т.е «ведающий» как знаток и как повествующий «знающий».
Как существительное упоминается только один раз в «Ригведе».
Это слово родственно праиндоевропейскому *u̯eidos, греческому (ϝ)εἶδος «аспект», «форма» — источника греческого корня ἰδέα, русскому ведать, разведать, отведать, заведовать, английским wit, witness, wisdom, vision (последний от латинского video, videre), немецкому wissen («знать», «знание»), норвежскому viten («знание»), шведскому veta («знать»), белорусскому веды («знания»), ведаць («знать»), я ведаю («я знаю»), польскому wiedza («знание»), латинскому video («я вижу»), чешскому vím («я знаю») или vidím («я вижу»), и голландскому weten («знать»).
Санскритское слово IAST: veda в своём основном значении «знание» также используется по отношению к предметам изучения, не имеющим отношения к литургии и религиозным обрядам, примерами этого могут служить: агада-веда «медицинская наука», сасья-веда «земледельческая наука» или сарпа-веда «наука о змеях» (которая уже упоминается в ранних упанишадах); дурведа означает «невежественный».

## Датировка и история написания
Веды считаются одними из самых древних священных писаний в мире. Согласно современной индологической науке, Веды составлялись в течение периода, который продолжался около тысячи лет. Он начался с составления «Ригведы» около XVI века до н. э., достиг своего апогея с созданием различных шакх в Северной Индии и завершился во времена Будды и Панини в V веке до н. э. Большинство учёных сходится на том, что до того, как Веды были записаны, в течение многих веков существовала устная традиция их передачи. Религиозная традиция индуизма придерживается иной точки зрения, значительно удревляя время создания Вед.
Из-за недолговечности материала, на котором записывались Веды (для этого использовалась древесная кора или пальмовые листья), возраст дошедших до нас манускриптов не превышает нескольких сотен лет. Древнейшие манускрипты «Ригведы» датируются XI веком. В Бенаресском санскритском университете хранится манускрипт, датируемый XIV веком.
Индуисты считают Веды «санатан» — вечными, и «апаурушея» — не сотворёнными человеком. Согласно пуранам, в начале каждого космического цикла, сразу после сотворения Вселенной, Брахма получает ведийское знание. В конце космического цикла ведийское знание уходит в непроявленное состояние, а затем появляется вновь в следующем цикле творения. Великие риши получают это знание и передают его в устной форме на протяжении миллионов лет. Более 5000 лет назад, в конце Двапара-юги, ведийское знание было записано Ганешей под диктовку великого риши Вьясы в присутствии суты Уграшраваса и разделено на четыре Веды, которые также изложены в основном в форме афоризмов «Веданта-сутры».
Каждую Веду Вьяса передал для упорядочения одному из своих учеников. Пайла упорядочил гимны «Ригведы». Мантры, которые использовались в религиозных и общественных церемониях, были собраны Вайшампаяной в «Яджурведе». Про Джаймини известно, что он собрал гимны, положенные на музыку и имевшие мелодию в «Самаведе». «Атхарваведа», представляющая собой собрание гимнов и мантр, которые магическим образом должны были способствовать укреплению здоровья, победе над врагами, обретению благосостояния и т. д., была упорядочена Сумантой.

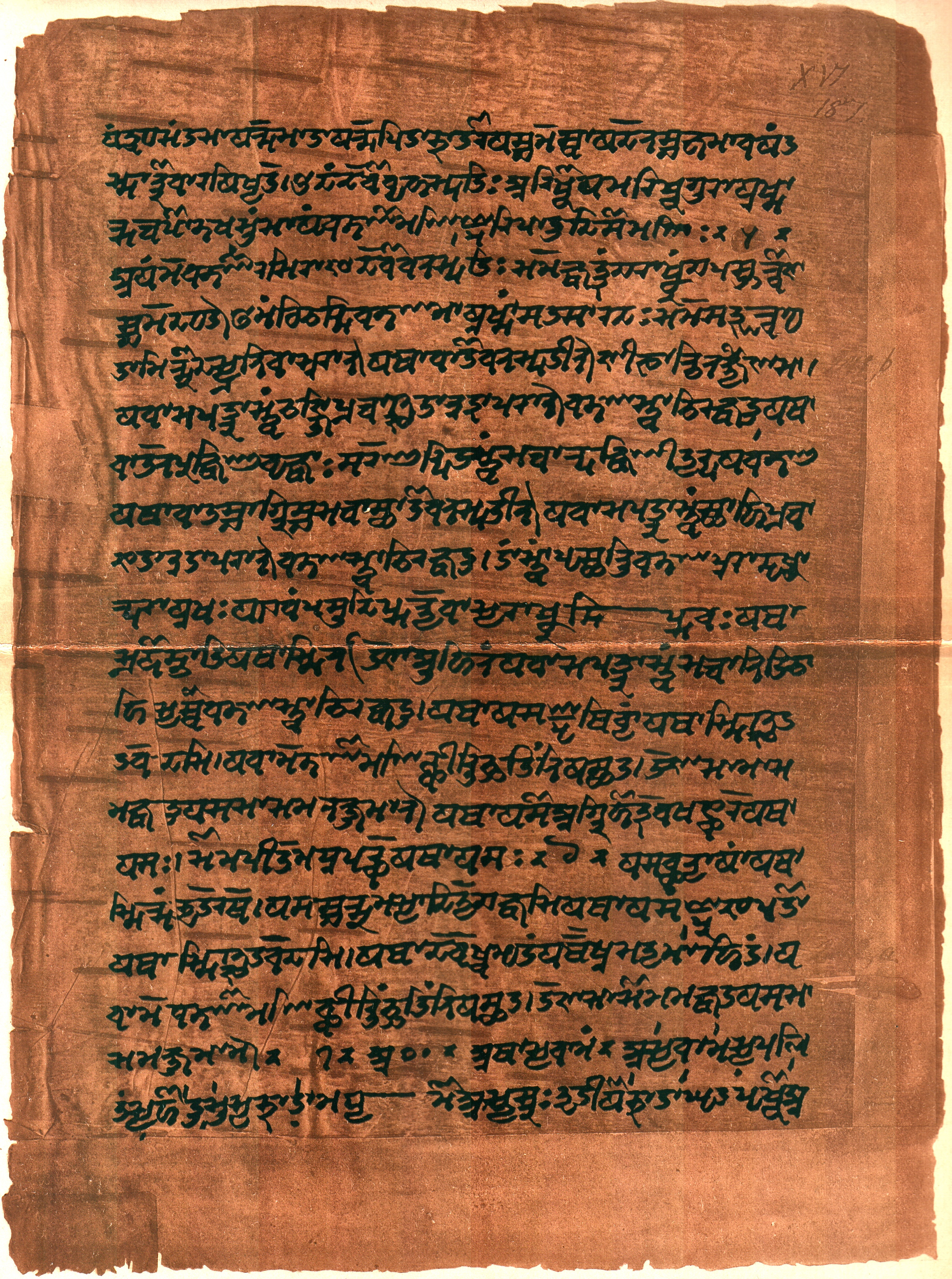
Изображение Codex Cashmiriensis folio 187a из второй половины «Атхарваведы». Авторы — Уильям Дуайт Уитни и Чарльз Рокуэлл Ланман

## Ведийские школы и различные редакции Вед
Изучение ведийских писаний было организовано в ряде различных школ или направлений, которые на санскрите называются «шакха» (IAST: śākhā — в буквальном переводе «ветвь»). Каждая из этих шакх специализировалась на изучении определённых ведийских текстов. Существует несколько редакций каждой из Вед, ассоциируемых с рядом различных школ. В ведийских школах были разработаны сложные методы сохранения текста, которые основывались на запоминании наизусть вместо записывания. Для облегчения процесса запоминания использовались особые методы грамматического разбора и повторения текстов.
Традиционно правом слушать, изучать и читать Веды, обладали лишь «дваждырождённые», — представители трёх высших варн (брахманы, кшатрии и вайшьи). Шудрам, женщинам и млеччхам вышеперечисленное запрещалось. Брахманские тексты строжайше воспрещали шудрам изучение Вед. Наказание за ослушание предполагалось довольно суровое:
«Если шудра услышит Веду, пусть зальют ему уши расплавленным воском или смолой; если он твердит священные тексты, пусть вырежут ему язык; если он хранит их в памяти, да рассекут ему тело надвое».
Различные ведийские школы создали свои комментарии к Ведам, из которых только некоторые, преимущественно относящиеся к средним векам, дошли до наших дней. Одним из самых известных средневековых комментаторов принято считать Саяну. Ведийские школы также произвели каталогизацию Вед, составив для каждой из них индекс анукрамани. Общий индекс всех Вед называется сарванукрамани.

## Деление Вед
Основными писаниями на ведийском санскрите являются самхиты (IAST: saṃhitā — «сборники») — сборники мантр, которые предназначались для совершения огненных жертвоприношений во времена исторической ведийской религии. Они считаются самой древней частью Вед. Существуют четыре самхиты:
1. Ригведа («Веда гимнов») — состоит из гимнов-мантр, предназначенных для повторения главными священниками.
2. Яджурведа («Веда жертвенных формул») — содержит мантры, предназначенные для священников-помощников адхварью.
3. Самаведа («Веда песнопений») — содержит мантры, предназначенные для повторения священниками-песнопевцами удгатри.
4. Атхарваведа («Веда заклинаний») — представляет собой сборник мантр-заклинаний.

Также есть и дополнительные Веды.

### Тройственное деление
Принято считать, что первые три составляли изначальный ведийский канон, называемый «трайи» — «тройственная видья», что можно перевести как «тройственная священная наука».
Подобное тройственное деление присутствует в брахманах, в частности в «Шатапатха-брахмане», «Айтарея-брахмане» и других. «Ману-смрити» также часто упоминает три Веды, называя их траям-брахма-санатанам — «тройная вечная Веда». Однако «Ригведа» рассматривается как древнейший из текстов, из которого остальные три Веды заимствовали часть материала. Таким образом, существует три основных вида ведийских мантр:
1. Рик — метрические прославляющие гимны, предназначенные для громкого повторения вслух.
2. Яджус — мантры в прозе, предназначенные для повторения тихим голосом на церемониях жертвоприношений.
3. Саман — метрические мантры, предназначенные для воспевания на жертвоприношениях Сома.

«Яджурведа», «Самаведа» и «Атхарваведа» представляют собой отдельные сборники мантр и гимнов, которые соостветственно служили руководством для ведийских священников адхварью, удгатри и брахманов. «Атхарваведа» — это четвёртая Веда. Она представляет собой сборник мантр и заклинаний, которые использовались в волшебстве и исцелении.

### Описание
Мантры в самхитах представлены в виде гимнов, молитв, заклинаний, ритуальных формул, чар и т. д. и обращены к пантеону богов и богинь, которые обозначаются санскритским термином «дэвы» (санскр. देव, déva — «бог», «божественный», «небесный»). Основными дэвами ведийского пантеона, которым посвящено больше всего гимнов и молитв, являются Рудра, Индра, Агни и Варуна. К каждой самхите примыкают три сборника комментариев: брахманы, араньяки и упанишады. Они раскрывают философские аспекты ритуальной традиции и вместе с мантрами самхиты используются в священных ритуалах. В отличие от основной самхиты эта часть Вед, как правило, изложена в прозе.
Самхиты и брахманы относят к категории карма-канды (обрядового раздела), тогда как араньяки и упанишады принадлежат к категории джнана-канды (раздела о знании). В то время как самхиты и брахманы сосредоточены на ритуальных практиках, основной темой араньяк и упанишад является духовное самоосознание и философия. В них, в частности, обсуждается природа Брахмана, атман и реинкарнация. Араньяки и упанишады являются основой веданты — одной из шести теистических школ индуистской философии. Другая категория ведийских писаний, брахманы, представляют собой ритуальные тексты, описывающие детали жертвоприношений и комментирующие смысл жертвенного ритуала. Брахманы связаны с самхитой одной из Вед и являются отдельными текстами, за исключением Шукла Яджур-веды, где они частично интегрированы в самхиту. Важнейшая из брахман — «Шатапатха-брахмана», которая относится к «Шукла Яджур-веде». Брахманы также могут включать в свой состав араньяки и упанишады.
По мнению учёных, составление брахман, араньяк и основных упанишад канона «мукхья» завершилось в конце ведийского периода. Остальные упанишады, принадлежащие к канону «муктика», были составлены уже в послеведийский период.
К писаниям на ведийском санскрите также принадлежат некоторые сутры, такие как «веданта-сутры», «шраута-сутры» и «грихья-сутры». Учёные считают, что их составление (около VI века до н. э.), вместе с появлением Веданг, ознаменовало конец ведийского периода, после которого начали появляться первые тексты на классическом санскрите в период Маурьев.

## Анализ Вед

### Ригведа

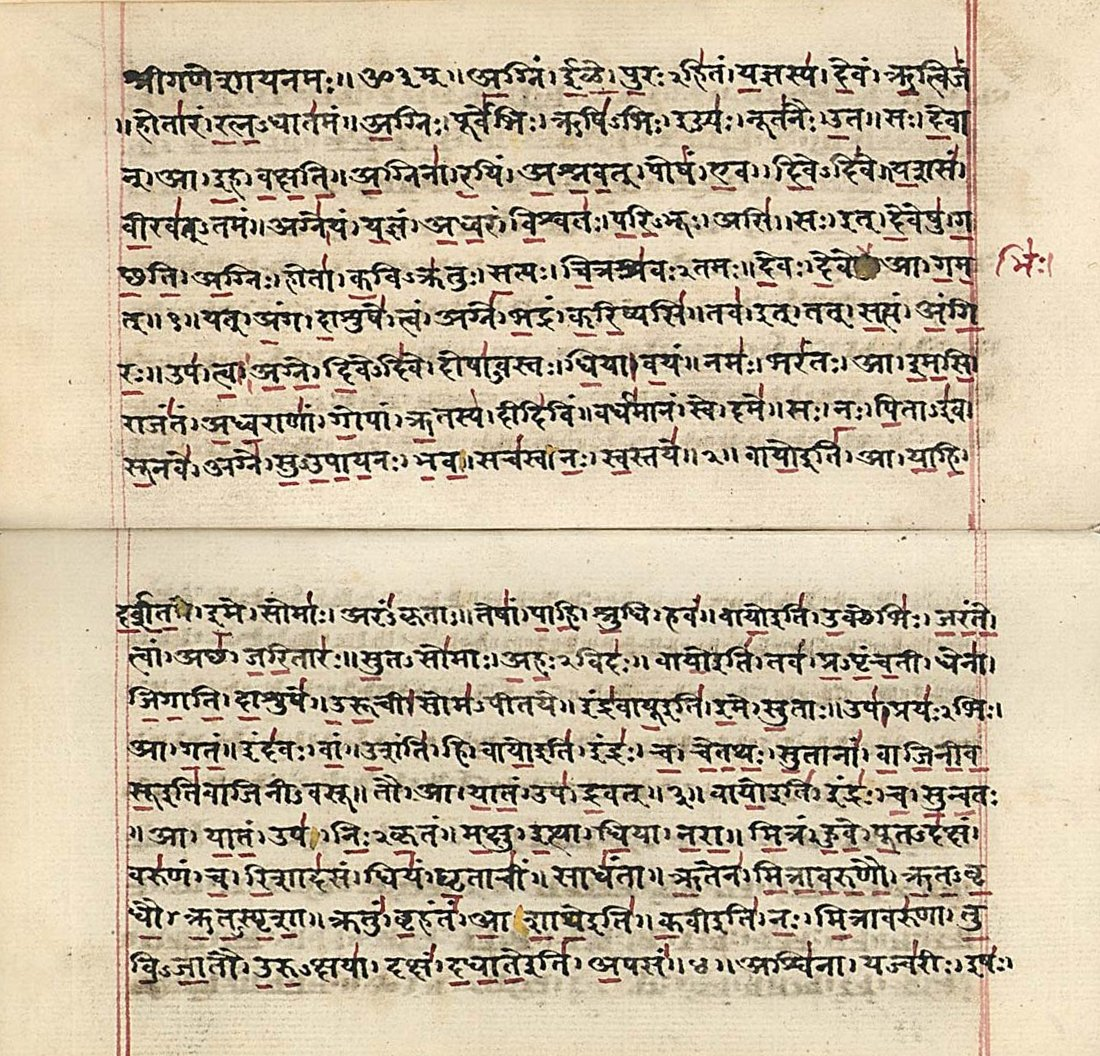
Манускрипт «Ригведы» на деванагари, начало XIX века

Самхиту «Ригведы» принято считать древнейшим сохранившимся индийским текстом. «Ригведа» состоит из 1028 гимнов на ведийском санскрите и 10 600 текстов, которые разделены на десять книг, называемых мандалы. Гимны посвящены ригведийским богам.
Учёные считают, что книги «Ригведы» составлялись поэтами из различных групп священников в течение пятисотлетнего периода. По мнению Макса Мюллера, основанному на филологических и лингвистических особенностях, «Ригведа» была составлена в период с XVIII по XII век до н. э. в районе Пенджаба. Другие исследователи дают несколько более поздние или более ранние даты, а некоторые полагают, что период составления «Ригведы» не был столь продолжительным и занял около одного столетия между 1450—1350 годами до н. э.
Существует большое лингвистическое и культурное сходство между «Ригведой» и ранней иранской Авестой. Это родство уходит корнями в праиндоиранские времена и ассоциируется с Андроновской культурой. Самые древние колесницы, запряжённые лошадьми, были обнаружены в андроновских местах раскопок в районе Синташта-Петровка в Уральских горах и приблизительно датируются началом II тысячелетия до н. э.

### Яджурведа
«Яджур-веда» («Веда жертвенных формул») — состоит из мантр, частично заимствованных и адаптированных из «Ригведы» и изложенных в прозе. Мантры «Яджур-веды» имеют практическую цель — каждая мантра предназначена для использования во время определённой части ритуала жертвоприношения. Мантры этой Веды были составлены для всех ведийских обрядов, а не только для ритуала Сома, как в «Самаведе». Существует две основных редакции этой Веды — «Шукла Яджур-веда» и «Кришна Яджур-веда». Происхождение и значение этих редакций точно неизвестны. В «Шукла Яджур-веде» содержатся исключительно тексты и формулы, необходимые для совершения жертвоприношений, а их пояснение и философское толкование выделены в отдельный текст «Шатапатха-брахману». Этим она сильно отличается от «Кришна Яджур-веды», в которой объяснения и толкования мантр интегрированы в основной текст и обычно следуют сразу же после каждой мантры. Сохранились четыре основных редакции «Кришна Яджур-веды»:
1. Майтраяни;
2. Катха;
3. Капиштхала-катха;
4. Тайттирия.

Они отличаются друг от друга в толковании ритуалов, а также в фонологии, грамматической структуре, синтаксисе и подборе слов.

### Самаведа
«Самаведа» — «Веда мелодий» или «наука о мелодиях». Название этой Веды происходит от санскритского слова саман которое используется для обозначения мелодии метрического гимна или восхвалительной песни. Она состоит из 1549 строф, все из которых (за исключением 78-й) были заимствованы из «Ригведы». Также как и в случае с ригведийскими строфами в «Яджур-веде», саманы были изменены и адаптированы для воспевания. Некоторые из ригведийских текстов повторяются по нескольку раз, включая которые, общее количество текстов «Самаведы» составляет 1875. Сохранились две основных редакции «Самаведы»:
1. Каутхума/Ранаяния;
2. Джайминия.

Основными целями «Самаведы» были литургическая и практическая — служить как сборник гимнов для священников-певчих, принимавших участие в литургии. Священников, которые воспевали гимны из «Самаведы» во время ведийских ритуалов, называли удгатри, словом, которое происходит от санскритского корня уд-гай («петь» или «воспевать»). В использовании гимнов в литургиях ключевую роль играл стиль воспевания. Каждый гимн должен был воспеваться согласно строго определённой мелодии — отсюда и название этой Веды.

### Атхарваведа
«Атхарваведа» — писание, относящееся к Атхарванам и Ангирасам.
Этимология слова «атхарван» неясна (санскр. अथर्ववेद, IAST: atharvavéda — сложное слово: अथर्वन् IAST: atharvan — «древний риши», и वेद IAST: veda — «знание»). Некоторые исследователи толкуют значение слова как «священника, который совершает огненные жертвоприношения», в то время как другие отвергают какое-либо отношения данного слова к священникам и указывают на родство термина с авестийским āθrauuan. Самое древнее упоминание слова «атхарван» содержится в «Ригведе», где оно используется по отношению к некоторым риши. Уже в более поздней литературе термин употребляется по отношению к священникам.
Самхита «Атхарваведы» состоит из 760 гимнов, из которых около 160 являются общими с «Ригведой». Большинство текстов — метрические, и только некоторые разделы написаны в прозе. По мнению большинства учёных, «Атхарваведа» была составлена около X века до н. э., хотя определённые её части датируются ригведийским периодом, а другие — даже древнее «Ригведы». «Атхарваведа» сохранилась в двух редакциях:
1. Пайппалада;
2. Шаунака[47].

Согласно некоторым исследователям у неё есть девять шакх. Текст Пайппалада, который существует в кашмирской и орисской версиях, длиннее чем Шаунака. Как одна, так и другая версия были только частично опубликованы, и большая их часть так и остаётся непереведённой.
Лингвистически, мантры этой Веды относятся к самым древним образцам ведийского санскрита. В отличие от остальных трёх Вед, мантры «Атхарваведы» не имеют прямого отношения к торжественным жертвоприношениям шраута, за исключением отдельных практик, в которых священники-брахманы используют мантры «Атхарваведы» для нейтрализации неблагоприятных эффектов, в случае если в ходе жертвоприношения были совершены какие-либо ошибки. Её первая часть состоит в основном из магических формул и заклинаний, которые посвящены защите от демонов и бедствий, исцелению болезней, увеличению продолжительности жизни, осуществлению различных желаний и достижению определённых целей в жизни. Во второй части содержатся философские гимны. Р. К. Заехнер указывает на следующее:
«Атхарва-веда», последняя из четырёх Вед, в основном содержит в себе магические тексты и заклинания, но в ней же мы находим космологические гимны, предвосхищающие Упанишады, — гимны Стамбхе, поддерживающей Вселенную, которая выступает как изначальный принцип и материальная причина мироздания, пране — «жизненному воздуху», ваку — «слову», и т. д.
В третьей части «Атхарваведы» в основном содержатся мантры, предназначенные для использования во время проведения свадебных обрядов и похорон.

## Брахманы
Философское и мистическое объяснение значения Вед, которое появилось в ведантической философии, уходит своими корнями в тексты Брахман.
Веды отождествляются с Брахманом («Шатапатха-брахмана» 10.1.1.8, 10.2.4.6), а Вач («речь») называется «матерью Вед» («Шатапатха-брахмана» 6.5.3.4, 10.5.5.1). Также утверждается, что ведийское знание безгранично и всё человеческое знание по сравнению с ним — простая пригоршня грязи. («Тайттирия-брахмана» 3.10.11.3-5). Изначально, Веды заключали в себе всю Вселенную («Шатапатха-брахмана» 10.4.2.22 и Праджапати пришли к выводу, что «все живые существа являются частью Вед»).

## Веданта
Хотя современные веданте традиции (шраута, мимамса) продолжали поддерживать ведийский ритуализм, веданта полностью его отвергла и истолковала Веды в чисто философском контексте. В «Айтарея-араньяке» объясняется связь трёх Вед с мантрой бхур бхува сваха: бху представляет «Ригведу», бхува олицетворяет «Яджурведу», сваха — это «Самаведа». В Упанишадах утверждается, что основной смысл Вед заключён в слоге «Ом» (ॐ). В «Катха-упанишаде» говорится:
Слог, который возглашают все веды и который произносят все подвижничества;
Стремясь к которому, ведут жизнь учеников, – тот слог я коротко поведаю тебе. Это – «Ом».

## Веданга
Шесть вспомогательных дисциплин, относящихся к Ведам, традиционно называют Веданга (IAST: vedāṅga) «ответвления Вед». Учёные определяют эти тексты как дополнение к Ведам. Веданги объясняют правильное произношение и применение мантр в церемониях, а также содействуют в правильной интерпретации ведийских текстов. Эти темы излагаются в Сутрах, которые учёные датируют периодом, продолжавшимся от конца ведийского и до появления Империи Маурьев. В них отразился переход от ведийского санскрита к классическому санскриту. Шесть основных тем Веданги:
- Фонетика (Шикша);
- Метр (Чандас);
- Грамматика (Вьякарана);
- Этимология (Нирукта);
- Астрология (Джьотиша);
- Ритуал (Калпа).

## Другие «Веды»
Такие тексты, как «Махабхарата», «Рамаяна» и Пураны позиционируются как «пятая Веда». Самое раннее упоминание о «пятой Веде» содержится в «Чхандогья-упанишаде» (7.1). Например, последователи вайшнавизма считают эти писания смрити ведийской литературой.
Также существует категория текстов, называемых термином «упаведа» («второстепенное знание»). Этот термин используется в традиционной литературе для обозначения ряда специфических текстов, которые не имеют отношения к Ведам, а просто представляют собой интересный предмет для изучения. Чаранавьюха упоминает четыре упаведы:
- Аюрведа — «медицина», примыкает к «Атхарваведе»;
- Дханурведа — «боевые искусства», примыкает к «Яджурведе»;
- Гандхарваведа — «музыка и священные танцы», примыкает к «Самаведе»;
- Астрашастра — «военная наука», примыкает к «Атхарваведе».

В других источниках к упаведам причисляются также:
- Стхапатьяведа — архитектура;
- Шильпа-шастры — искусство и ремёсла.

Канонические тексты традиции бхакти на тамильском языке называют «Дравидаведой».
В Сатья-югу следуют Шрути,
в Трета-югу следуют Смрити (Дхармашастрам),
в Двапара-югу следуют Пуранам (и Итихасам), в Кали-югу следуют Агамам (и Тантрам).